# 波利尼西亞褶唇魚
波利尼西亞褶唇魚，為輻鰭魚綱鱸形目隆頭魚亞目隆頭魚科的其中一種，分布於中東太平洋區，包括庫克群島、土阿莫土群島、社會群島、奧斯垂群島等海域，棲息深度15-38公尺，體長可達7.9公分，棲息在水質清澈的珊瑚礁區，以其他魚類身上的寄生蟲為食，生活習性不明，可做為觀賞魚。